# Monleón (kommunhuvudort)
Monleón är en kommunhuvudort i Spanien.   Den ligger i provinsen Provincia de Salamanca och regionen Kastilien och Leon, i den centrala delen av landet, 180 km väster om huvudstaden Madrid. Monleón ligger 872 meter över havet och antalet invånare är 119.
Terrängen runt Monleón är platt åt nordost, men åt sydväst är den kuperad. Runt Monleón är det ganska glesbefolkat, med 22 invånare per kvadratkilometer. Närmaste större samhälle är Guijuelo, 14,8 km öster om Monleón. Trakten runt Monleón består till största delen av jordbruksmark.